# Шампену
Шампену́ (фр. Champenoux) — коммуна во французском департаменте Мёрт и Мозель, региона Лотарингия. Относится к кантону Сешам.

## География
Шампену расположен в 14 км к северо-востоку от Нанси. Соседние коммуны: Брен-сюр-Сей на севере, Мазерюль на северо-востоке, Велен-су-Аманс и Ланёвлотт на юго-западе, Летр-су-Аманс и Аманс на западе.

## История
Во время Первой мировой войны 10 сентября 1914 года здесь произошёл тяжёлый бой.

## Демография
Население коммуны на 2010 год составляло 1208 человек.
| 1962 | 1968 | 1975 | 1982 | 1990 | 1999 | 2010 |
| ---- | ---- | ---- | ---- | ---- | ---- | ---- |
| 383  | 417  | 644  | 1004 | 1041 | 1126 | 1208 |